# The Crown Jewels
The Crown Jewels – wydawnictwo muzyczne (box) zawierający pierwsze osiem albumów Queen z lat 1973–1980. Albumy zostały zremasterowane, a do wydawnictwa dołączono książeczkę z tekstami utworów. Box został wydany w USA 24 listopada 1998.

## Albumy zawarte w zestawie
- 1973 Queen
- 1974 Queen II
- 1974 Sheer Heart Attack
- 1975 A Night at the Opera
- 1976 A Day at the Races
- 1977 News of the World
- 1978 Jazz
- 1980 The Game